# Arizonazaur
Arizonazaur (Arizonasaurus) – rodzaj rauizucha z rodziny Ctenosauriscidae żyjącego w środkowym triasie na terenie dzisiejszej Ameryki Północnej. Jego nazwa, oznaczająca „jaszczur z Arizony”, pochodzi od miejsca odkrycia szkieletu (formacja Moenkopi w północnej Arizonie). Został opisany przez Samuela Paula Wellesa w 1947 roku w oparciu o niekompletną lewą kość szczękową (UCMP 36232). W 2003 roku Sterling Nesbitt opisał nowe skamieniałości arizonazaura odkryte w formacji Moenkopi (MSM P4590). Obejmują one około połowę szkieletu, w tym lewą kość szczękową, niemal identyczną z tą holotypu. Kość szczękowa była wydłużona i smukła – szczątki MSM P4590 sugerują, że mogła mieścić do dziesięciu zębodołów. Znany jest jeden ząb Arizonasaurus – dowodzi on, że zęby były ząbkowane na obu krawędziach, lekko zakrzywione i bocznie spłaszczone. Arizonazaur miał prawdopodobnie bardzo smukłą czaszkę.
Łuki naczyniowe kręgów szyjnych są trzykrotnie wyższe od centrów i lekko zakrzywione ku tyłowi, podczas gdy łuki naczyniowe kręgów grzbietowych były od centrów wyższe od pięciu do dziesięciu razy. Wysokie wyrostki kolczyste kręgów kręgosłupa wykazują podobieństwo do tych występujących u bazalnych archozaurów o bliżej nieokreślonym pokrewieństwie, takich jak Ctenosauriscus, Bromsgroveia, lotozaur i Hypselorhachis. Podobieństwa w budowie kręgów oraz kości obręczy kończyn dolnych wskazują, że rodzaje te są ze sobą blisko spokrewnione i tworzą rodzinę Ctenosauriscidae. Zbliżone struktury występują także u popozaura i szuwozaura (syn. Chatterjeea), co wskazuje na ich bliskie pokrewieństwo z przedstawicielami Ctenosauriscidae. Kości kulszowe były złączone na całej swojej długości, co jest jedną z cech typowych dla Ctenosauriscidae i blisko z nimi spokrewnionych Poposauridae. Badania puszki mózgowej arizonazaura wykazały, że nie był on blisko spokrewniony z innymi rauizuchami, których anatomia puszek mózgowych jest znana (Batrachotomus, zaurozuch, postozuch, tikizuch). Analizy te wsparły także tezę o parafiletyzmie Rauisuchia, jak również wykazały, że Poposaurus i jego najbliżsi krewni są spokrewnieni z krokodylami odleglej niż inne rauizuchy.